# Пальцево (Рамешковский район)

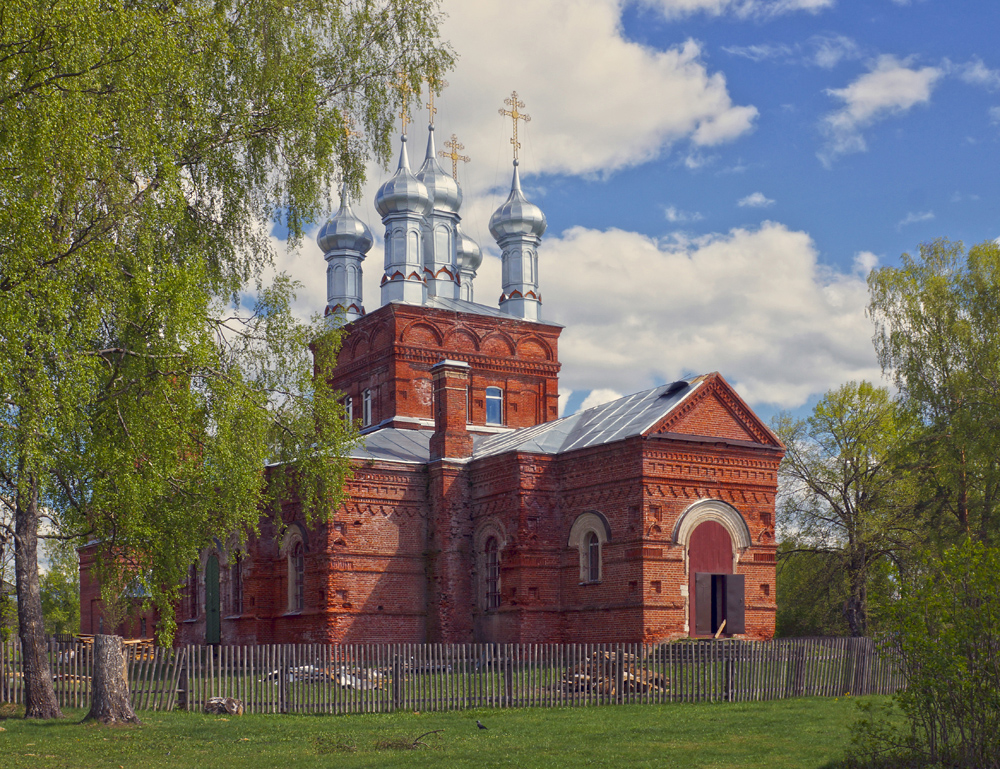

Па́льцево— деревня в Рамешковском районе Тверской области России. Входит в сельское поселение Высоково.

## География
Находится в 10 километрах к западу от районного центра Рамешки, на реке Сельница.

## История
Первые письменные данные о деревне относятся к XVI веку. В 1533 году деревня Пальцово на реке Сельнице передана Троице-Сергиеву монастырю.
В начале XIX века в д. Пальцево был построен Спасский Пальцевский «общежительный» женский монастырь Архивная копия от 26 июля 2018 на Wayback Machine. При монастыре было 2 православные церкви. В середине XIX века
монастырь имел своё подсобное хозяйство, в том числе винокуренный завод. Плодово-ягодные вина поставлялись в петербургские трактиры.
Во второй половине XIX — начале XX века деревня Пальцево относилась к Селищенской волости Бежецкого уезда Тверской губернии. В 1887 году — 26 дворов, 144 жителя (жители — тверские карелы).
В 1912 году была открыта церковно-приходская школа.
В 1930-х годах монастырь был закрыт. В 1936 году в д. Пальцево Комсомольского сельсовета Рамешковского района Калининской области — 54 хозяйства (185 жителей), из них в колхозе «Комсомолец» — 34 хозяйства.
В 1946 году был открыт детский дом Пальцевский, размещен в уцелевших постройках  Троице-Сергиевского монастыря, в деревне Пальцево. В этот детский дом привозили детей из Ленинграда. Директором детского дома был Мустивый Виулин Кириллович. 
В 1997 году — 18 хозяйства, 20 жителей.

## Население
| 1859 | 1887 | 1936 | 1989 | 1997 | 2002 | 2008 |
| ---- | ---- | ---- | ---- | ---- | ---- | ---- |
| 79   | ↗144 | ↗185 | ↘41  | ↘20  | ↘18  | ↘13  |
| 2010 |      |      |      |      |      |      |
| ↘9   |      |      |      |      |      |      |

## Люди, связанные с деревней
В деревне родился Алексей Семёнович Смирнов (1917—1987) — лётчик, дважды Герой Советского Союза (1943, 1945).

## Достопримечательности
Монастырский комплекс в д. Пальцево объявлен памятником архитектуры и истории (паспорт № 5922 находится в Комитете по сохранению исторического и культурного наследия Администрации Тверской области).